# Церква Святої Гаяне
Церква Святої Гаяне (вірм. Սուրբ Գայանեի եկեղեցի) — розташована в місті Вагаршапат, марз (область) Армавір, Вірменія. Входить до списку Світової спадщини ЮНЕСКО і є частиною Ечміадзинського монастиря.

## Історія
Церква побудована в 630 році за наказом католікоса Езра. З того часу до наших днів практично без змін дійшов зовнішній вигляд споруди і його внутрішнє оздоблення. Лише під час реконструкції XVII століття частково були змінені купол і стелі.
У арковому портику знаходиться некрополь вищого вірменського духівництва.

## Галерея

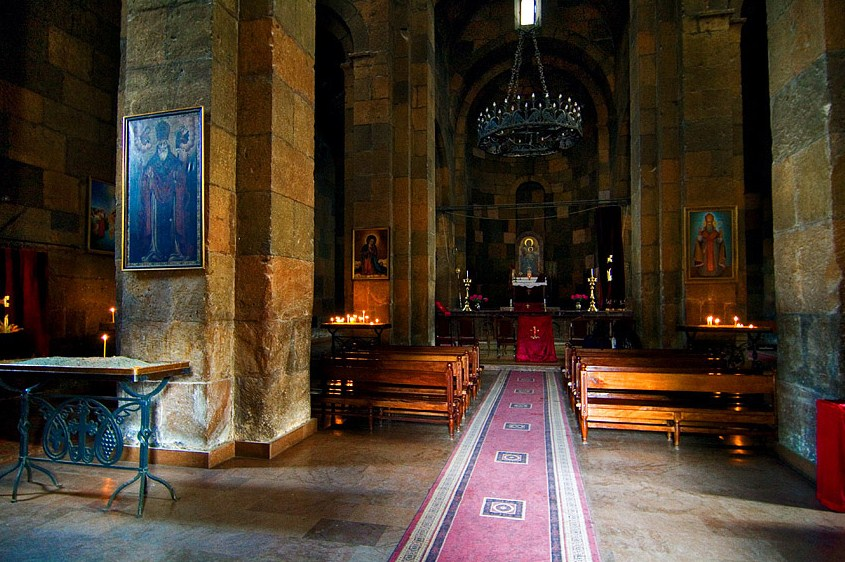
Основний зал церкви
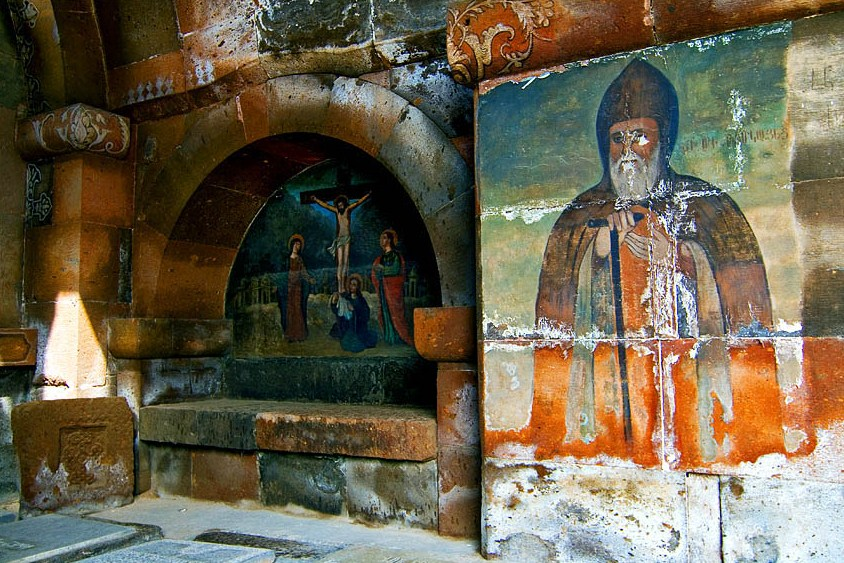
Інтер'єр
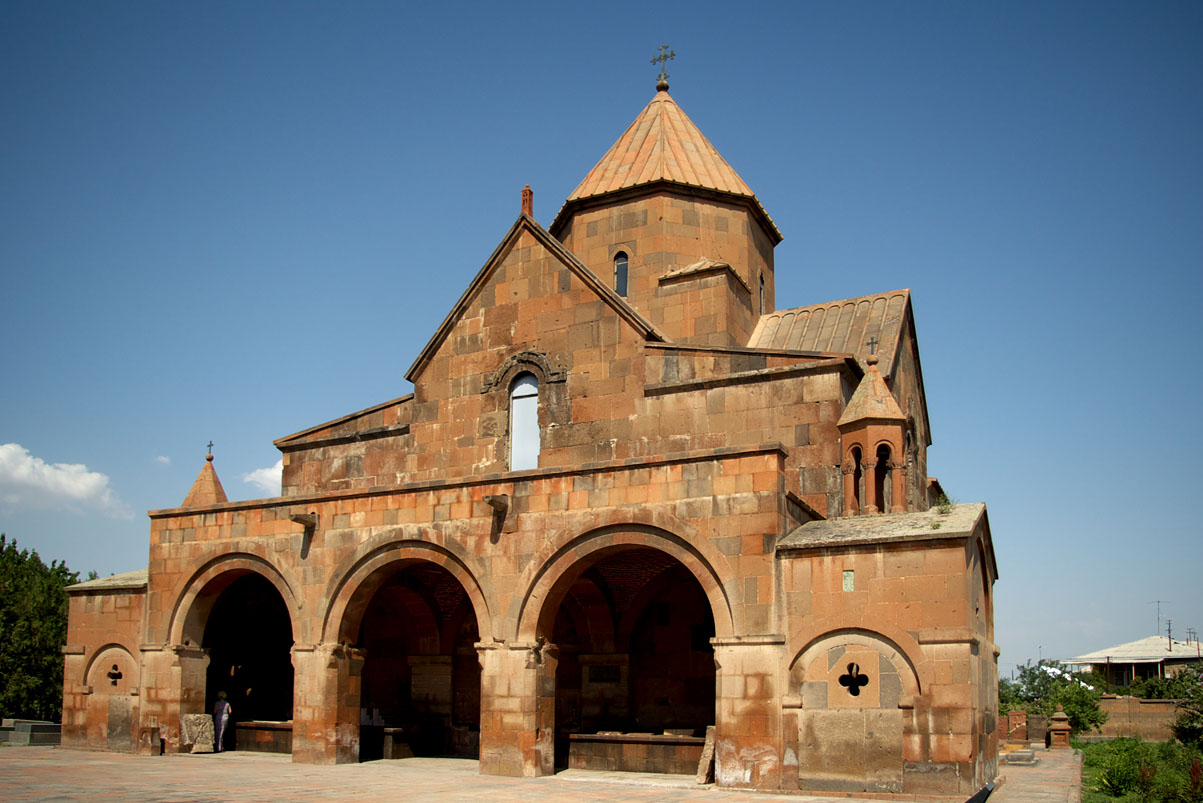
Зовнішній вигляд церкви
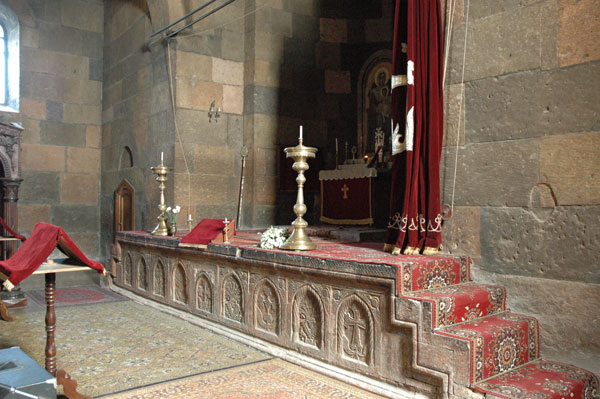
Вівтар
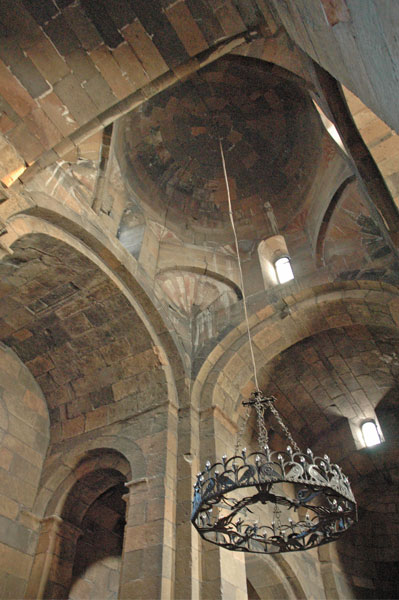
Купол
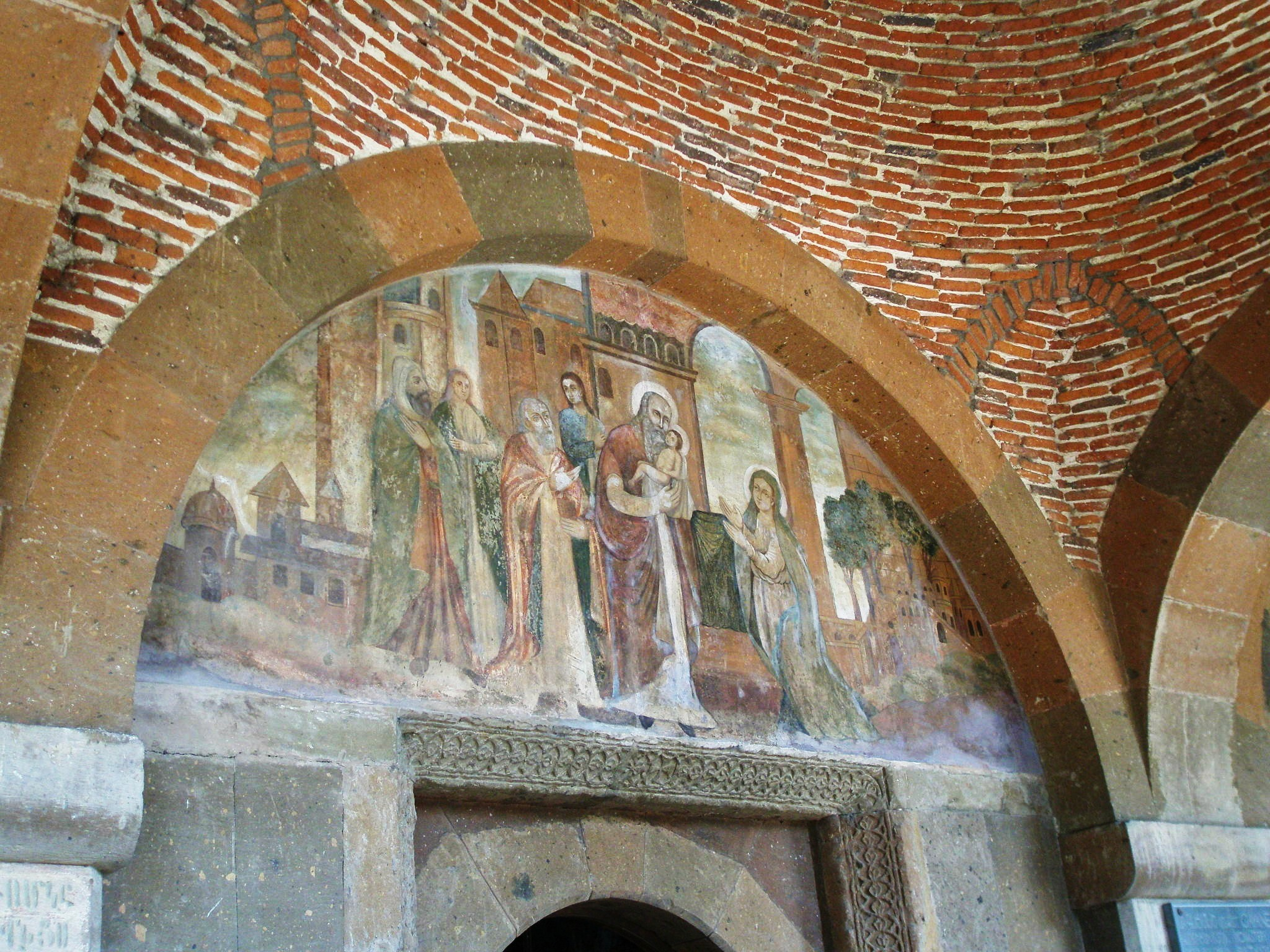
Фрески
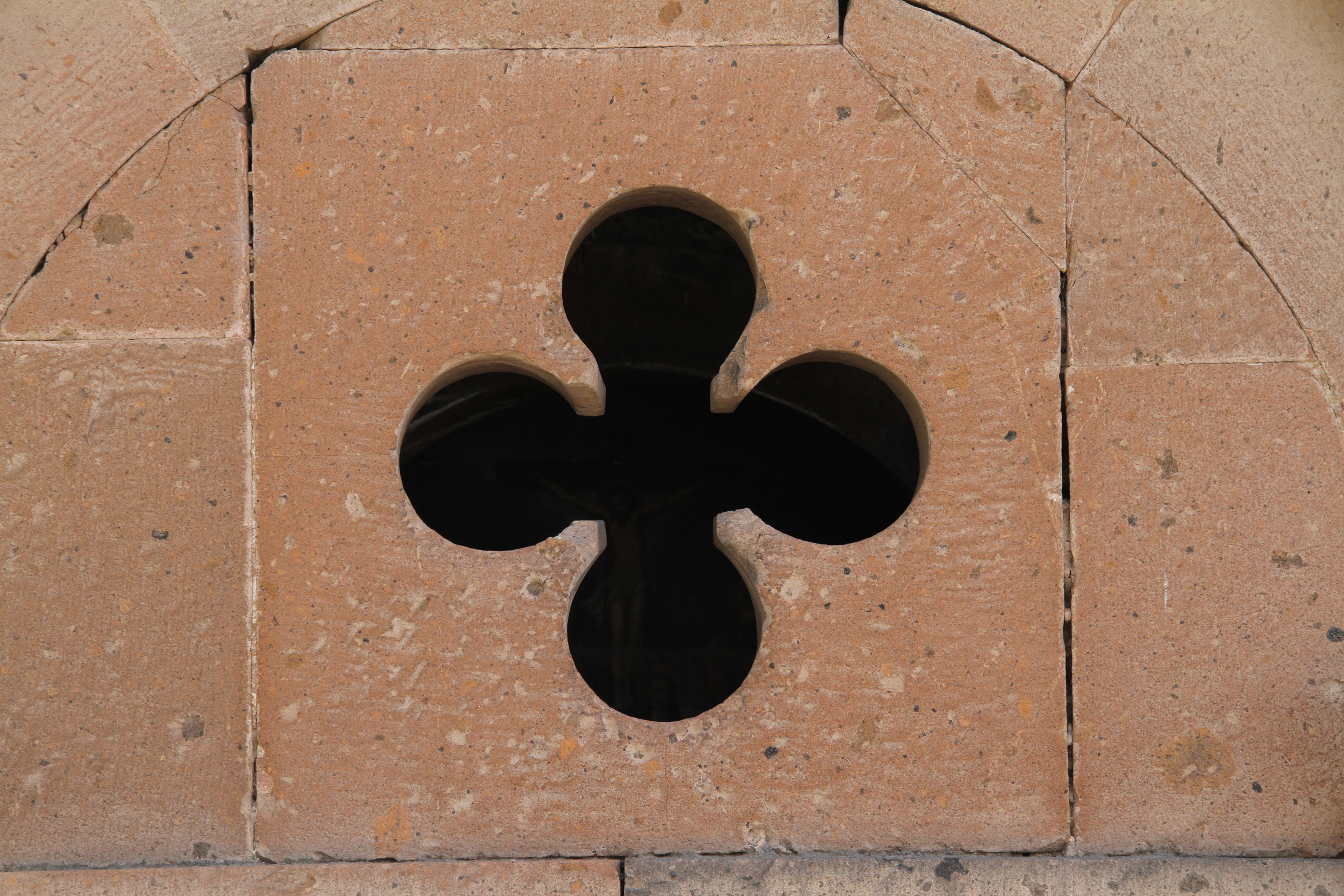
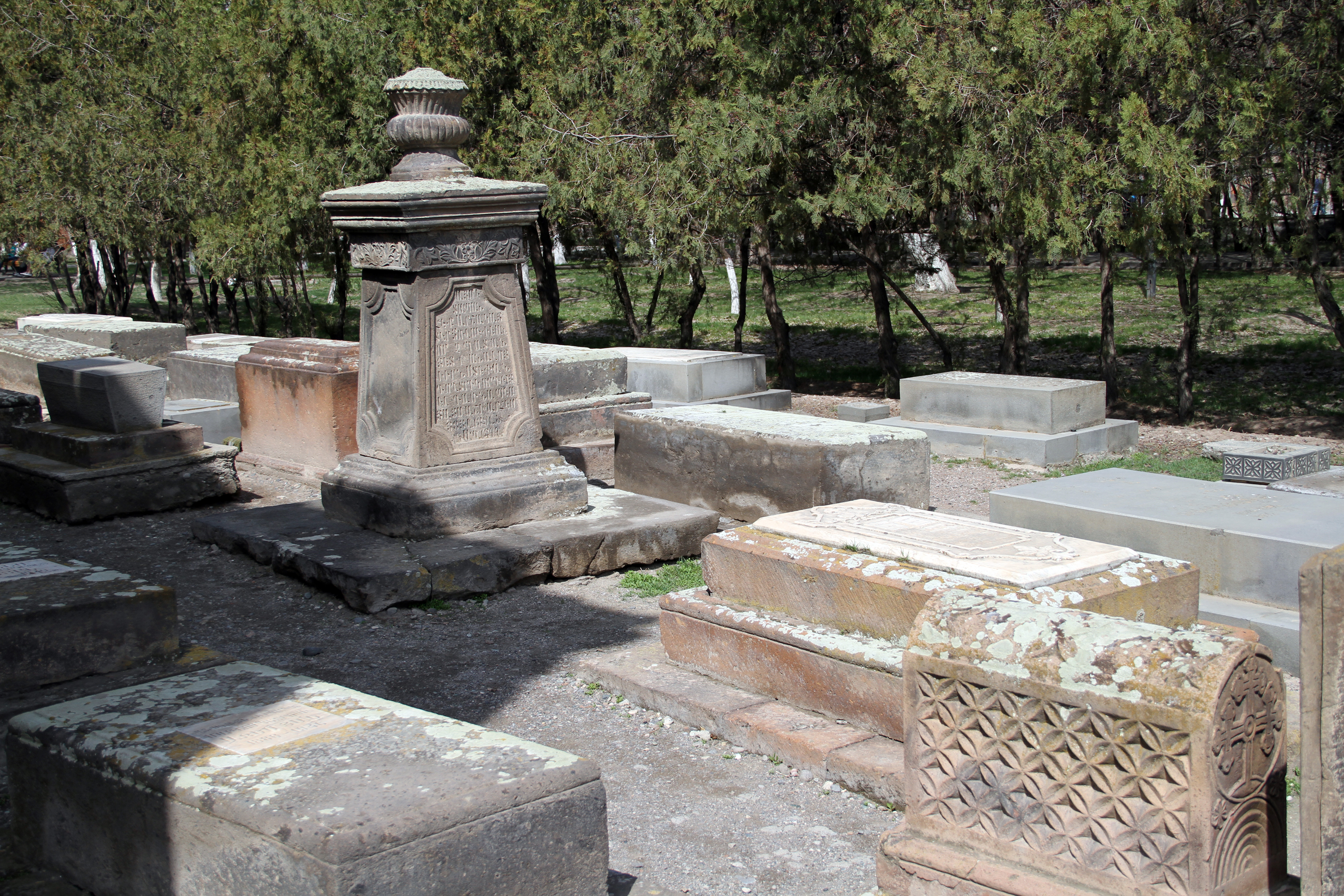
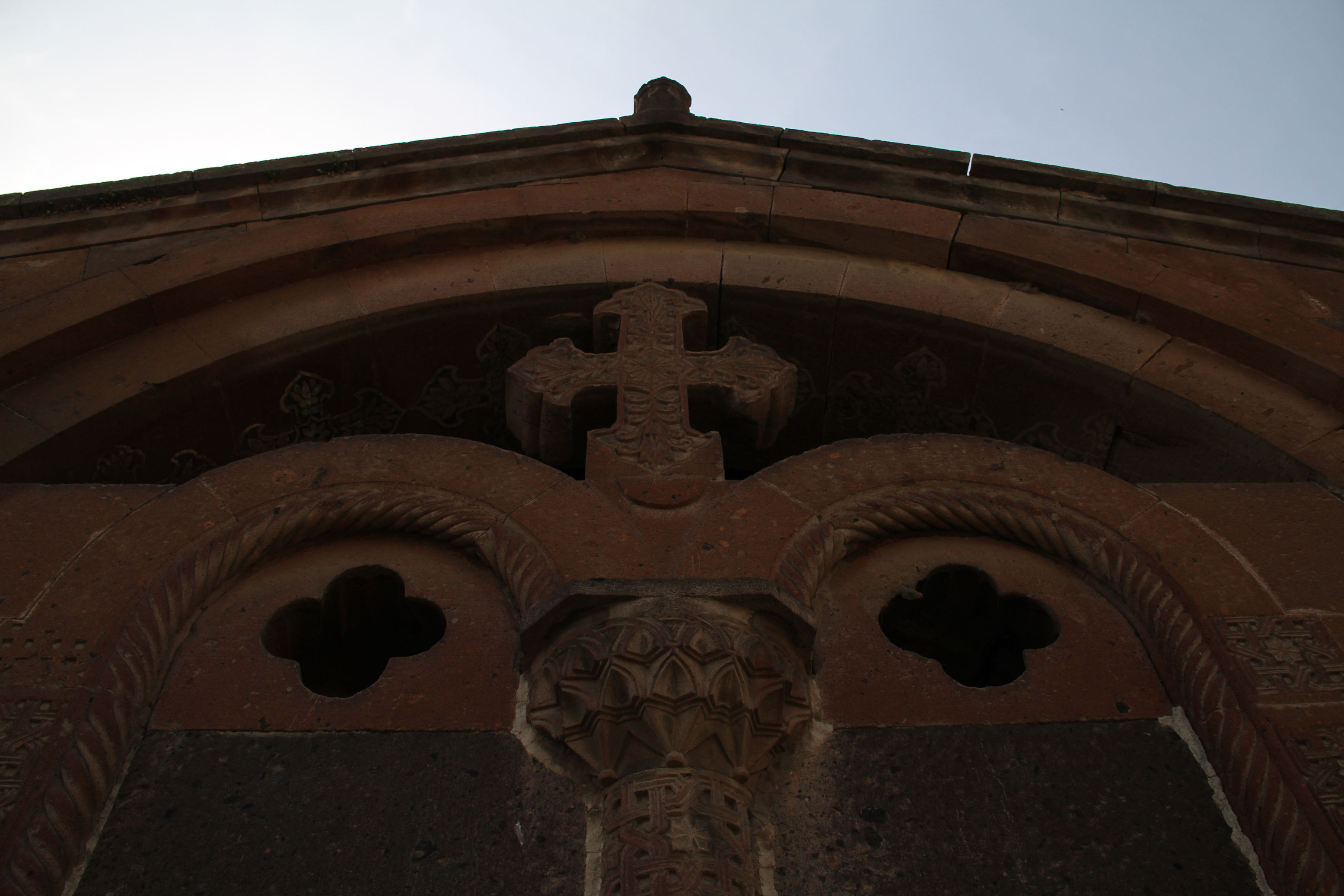
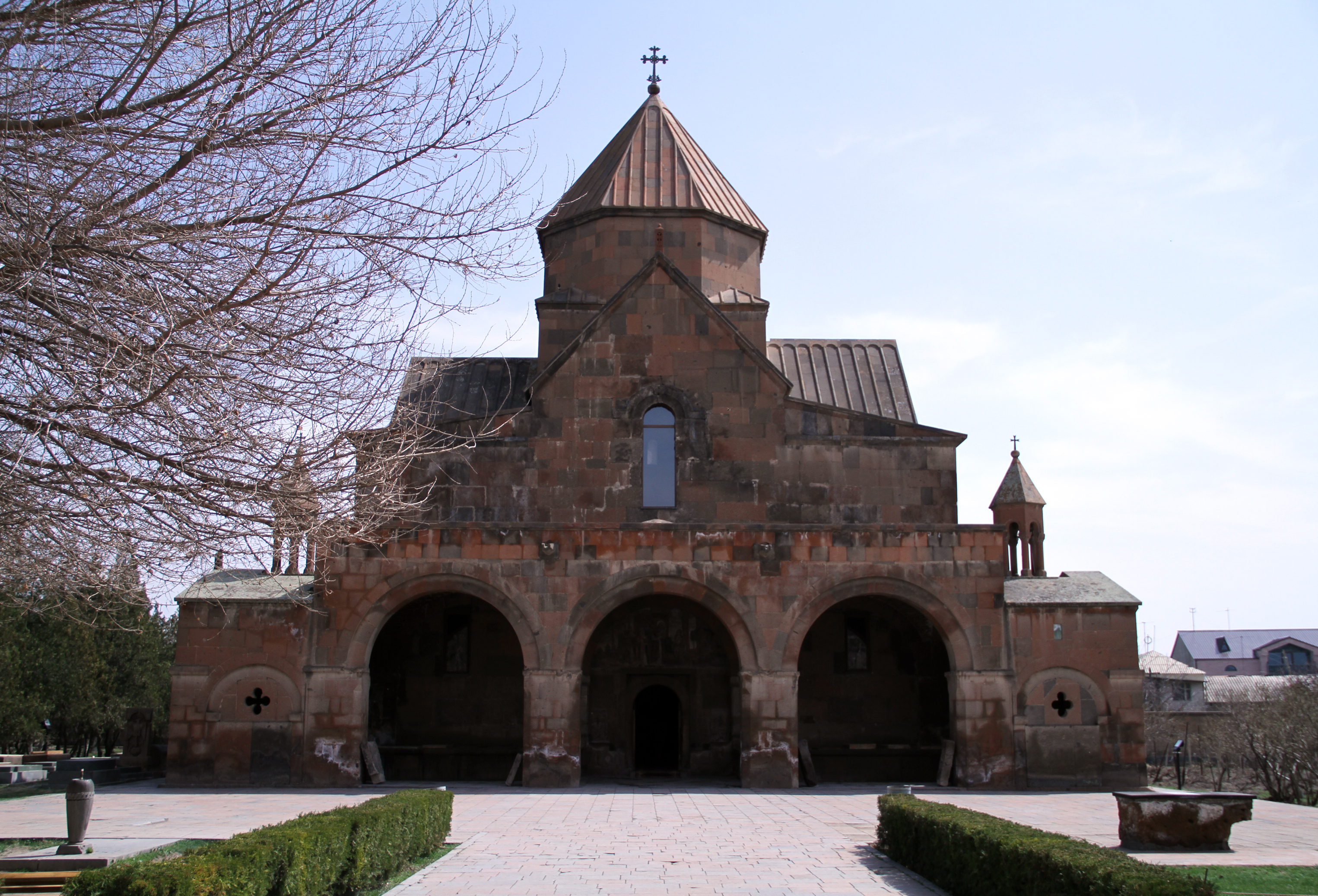
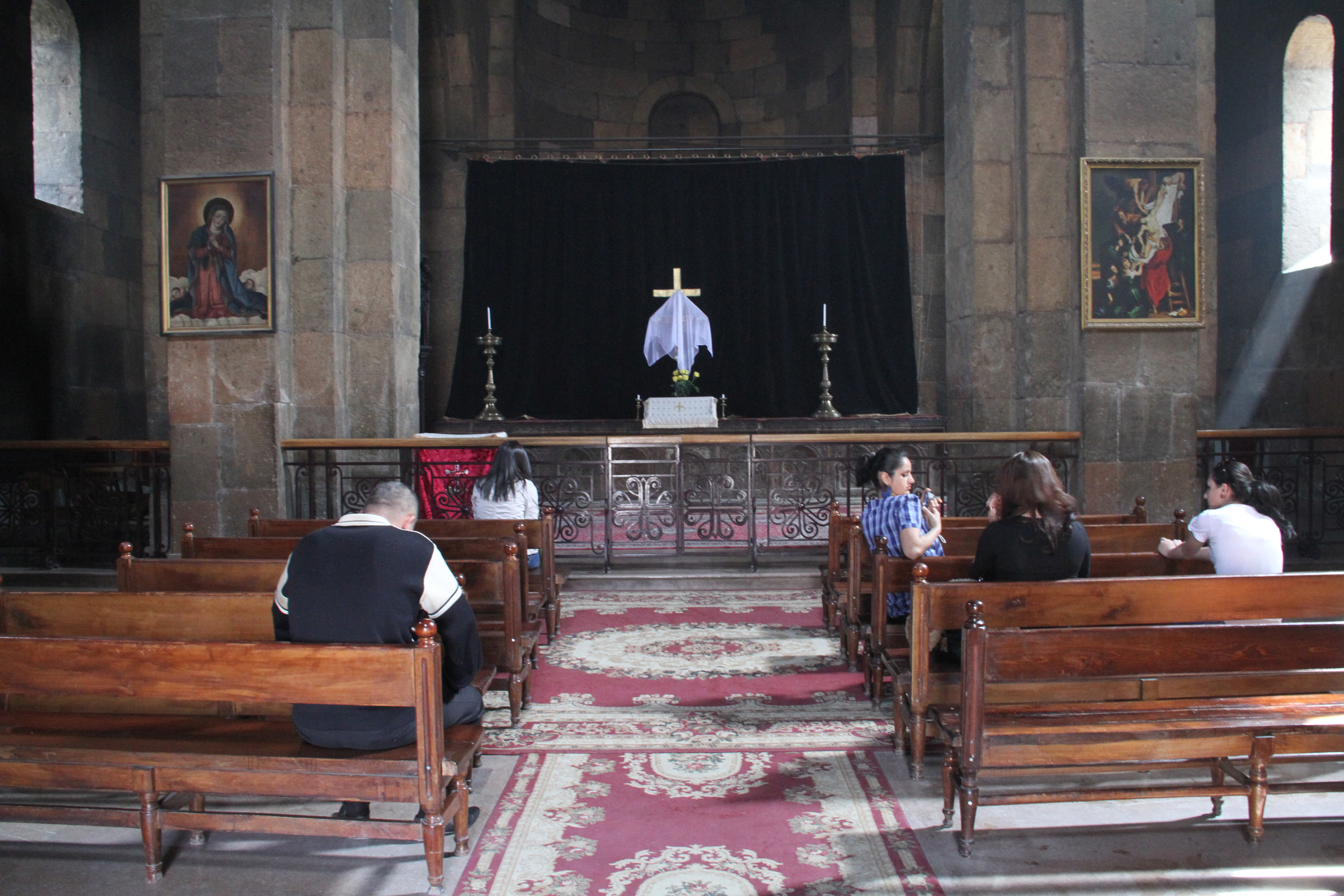
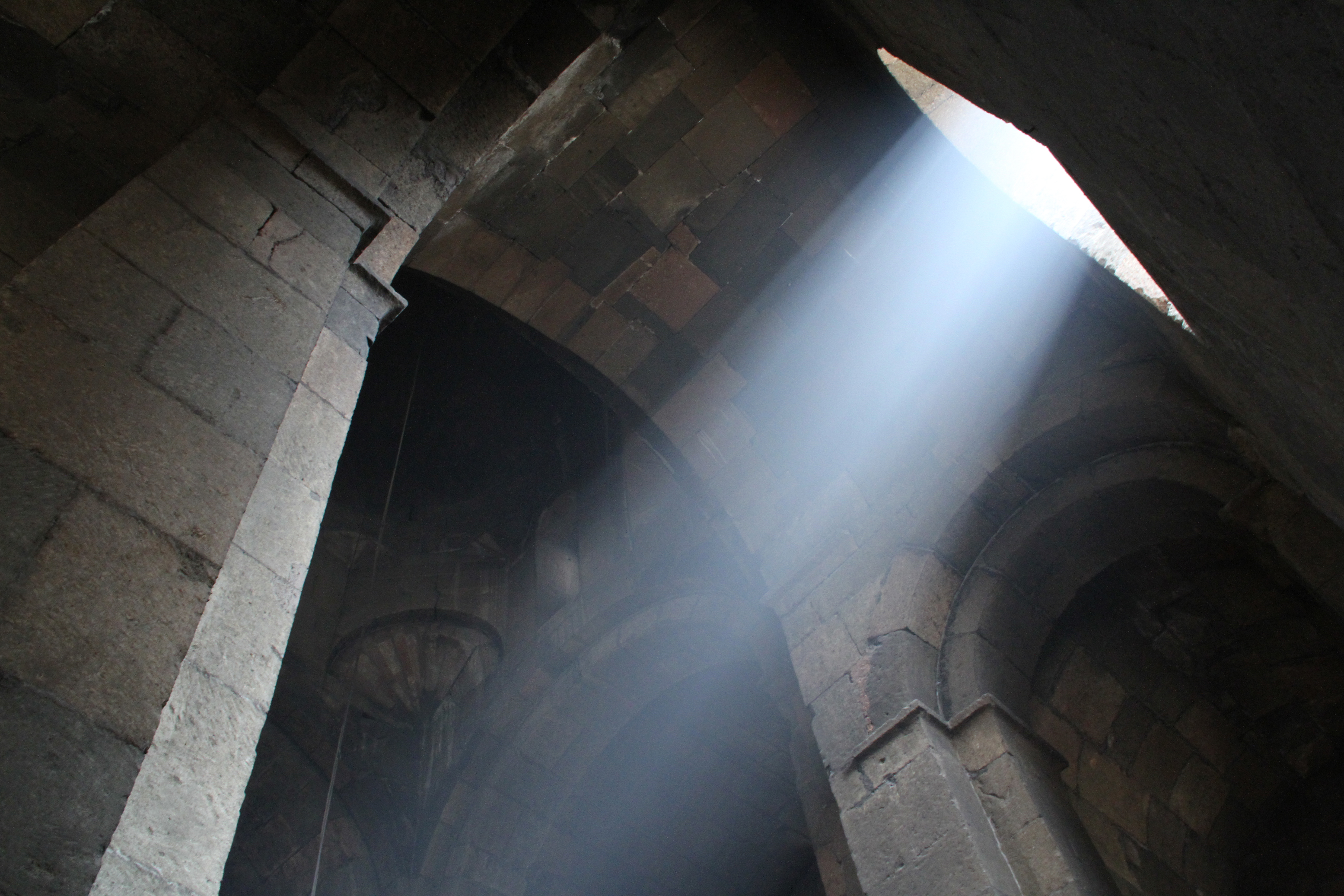
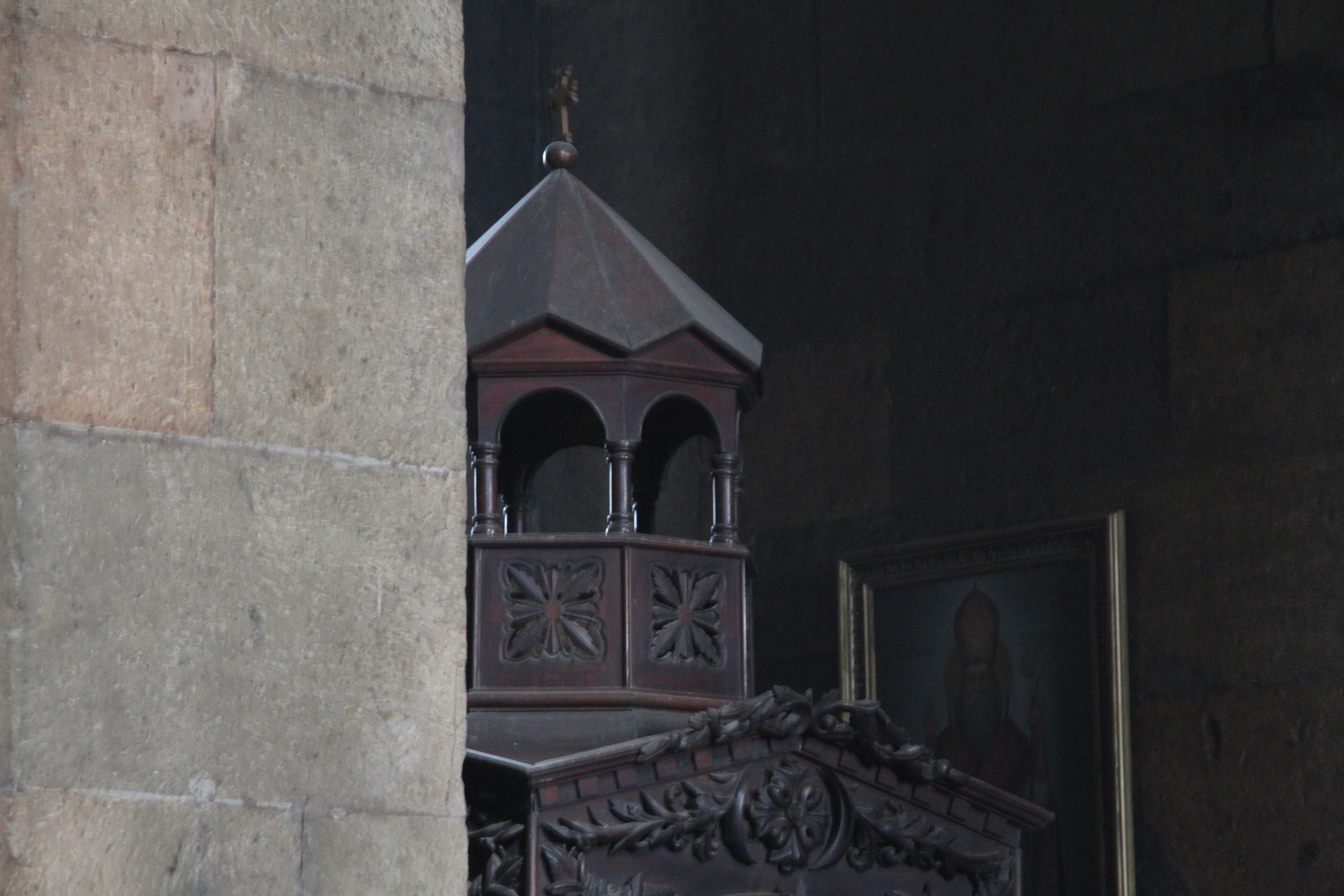
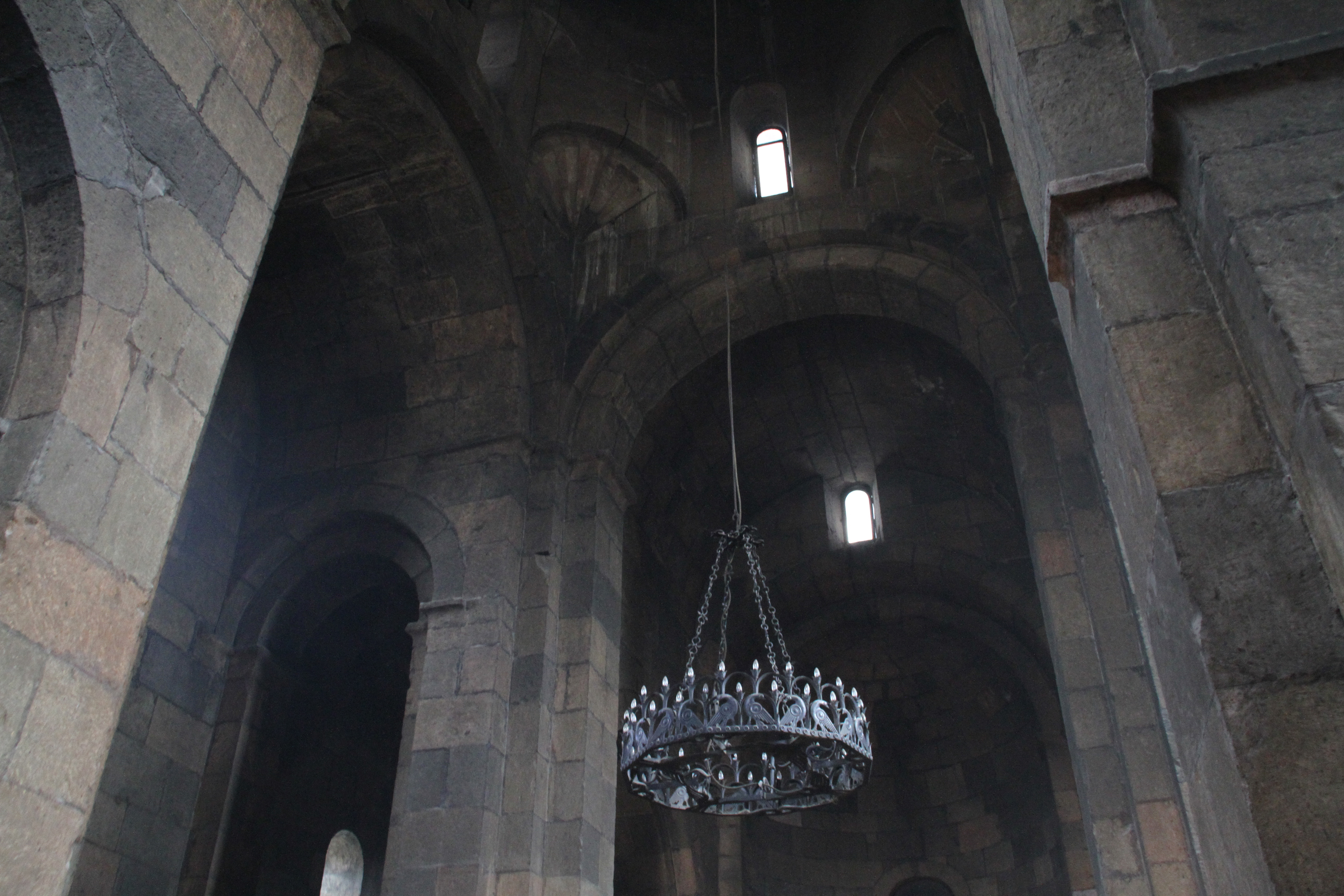
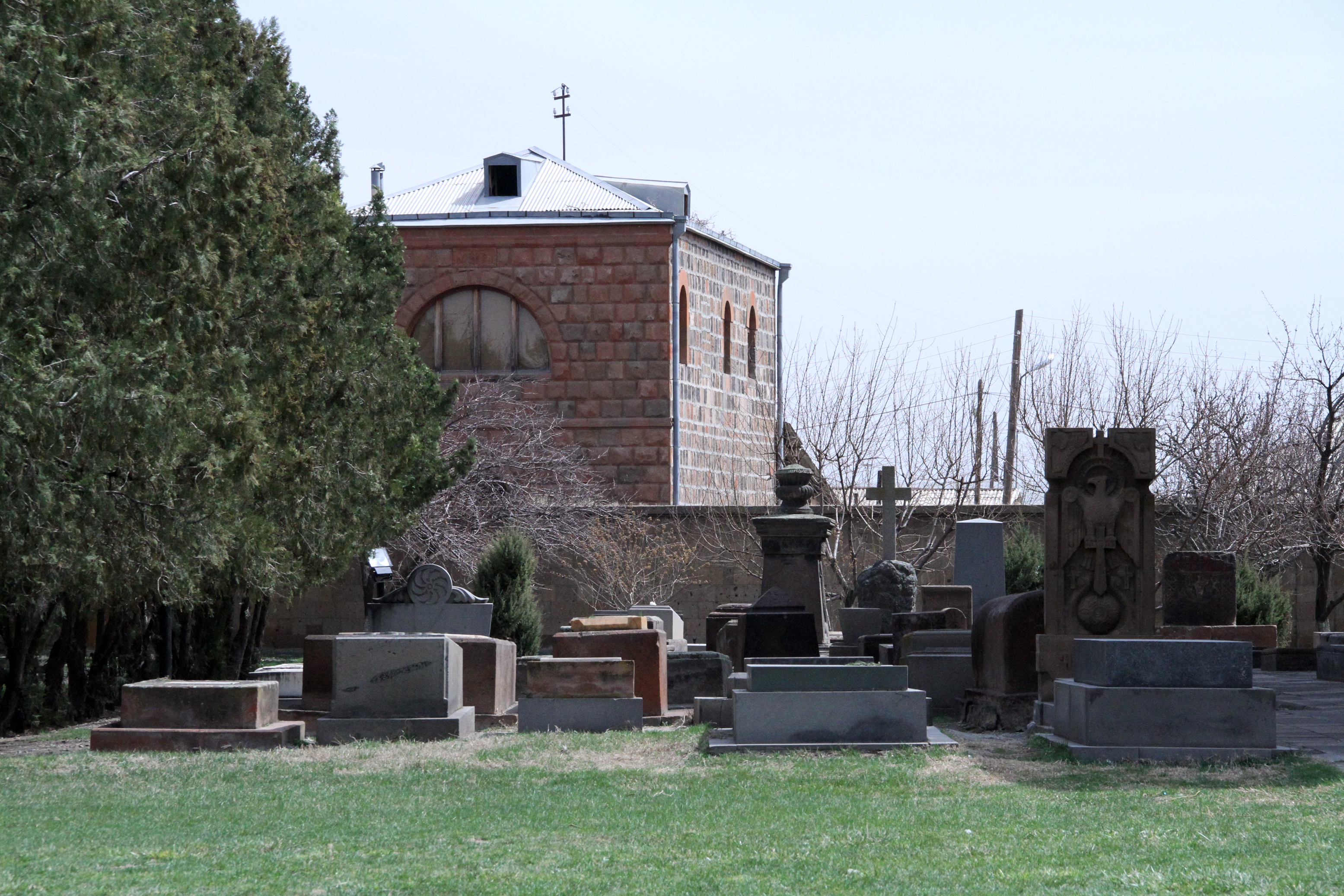